# Megestrol
Megestrol (17-hidroksi-6-metilpregna-3,6-dien-3,20-dion) je progestinski hormon koji se koristi u obliku acetatnog estra. On je potentniji od progesterona kao progestageni i ovulacioni inhibitor. Takođe je korišćen u palijativno lečenje raka dojke.

## Spoljašnje veze
|  | Molimo Vas, obratite pažnju na važno upozorenje u vezi sa temama iz oblasti medicine (zdravlja). |